# Cirrisalarias bunares
Cirrisalarias bunares är en fiskart som beskrevs av Springer, 1976. Cirrisalarias bunares ingår i släktet Cirrisalarias och familjen Blenniidae. Inga underarter finns listade i Catalogue of Life.